# كالافريت

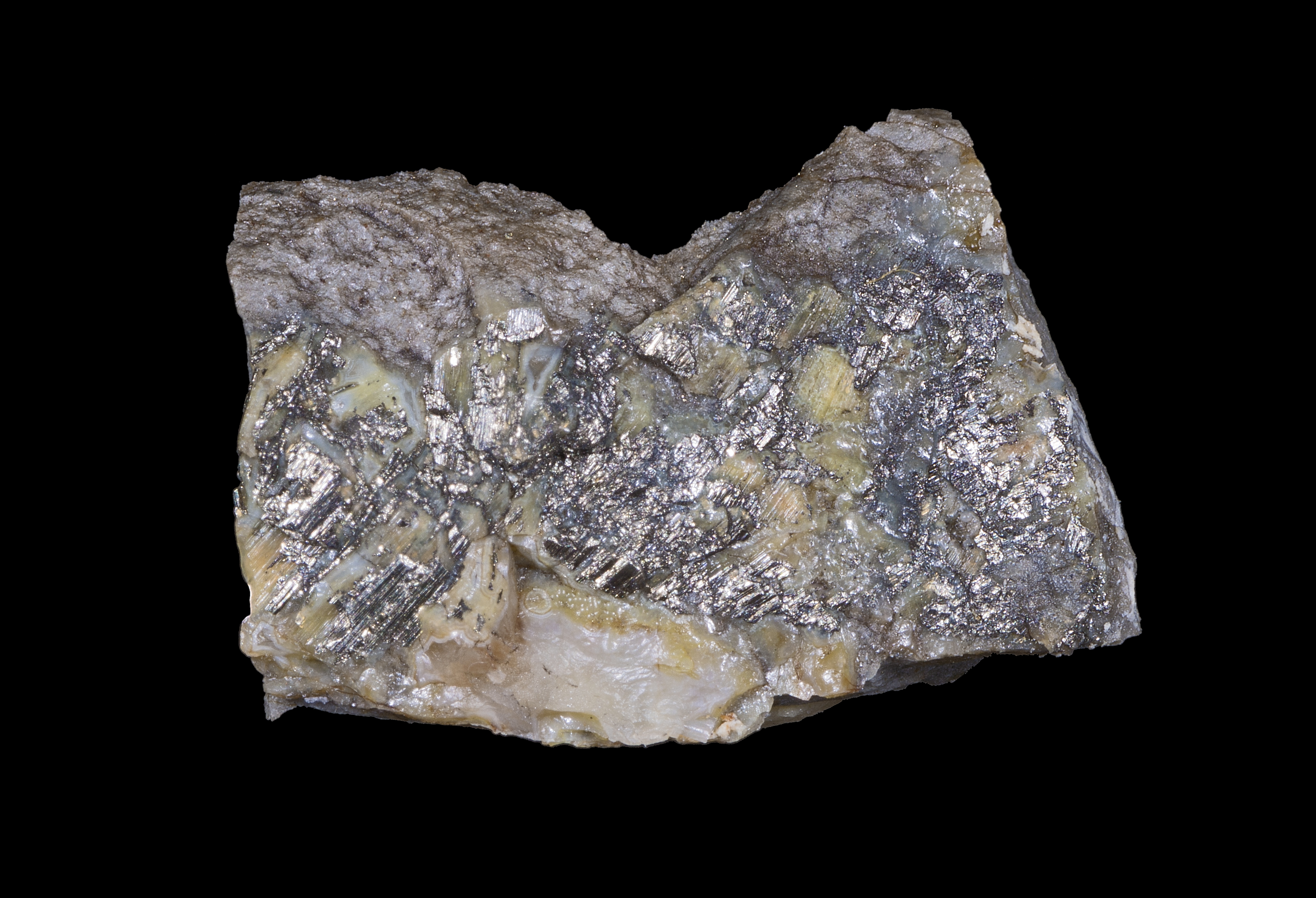
كالافريت

الكالافريت خامٌ نادرٌ من خامات الذهب، يشتمل عادةً على مقدار ضئيل من الفضة.